# Gasthof Roter Ochse (Nördlingen)

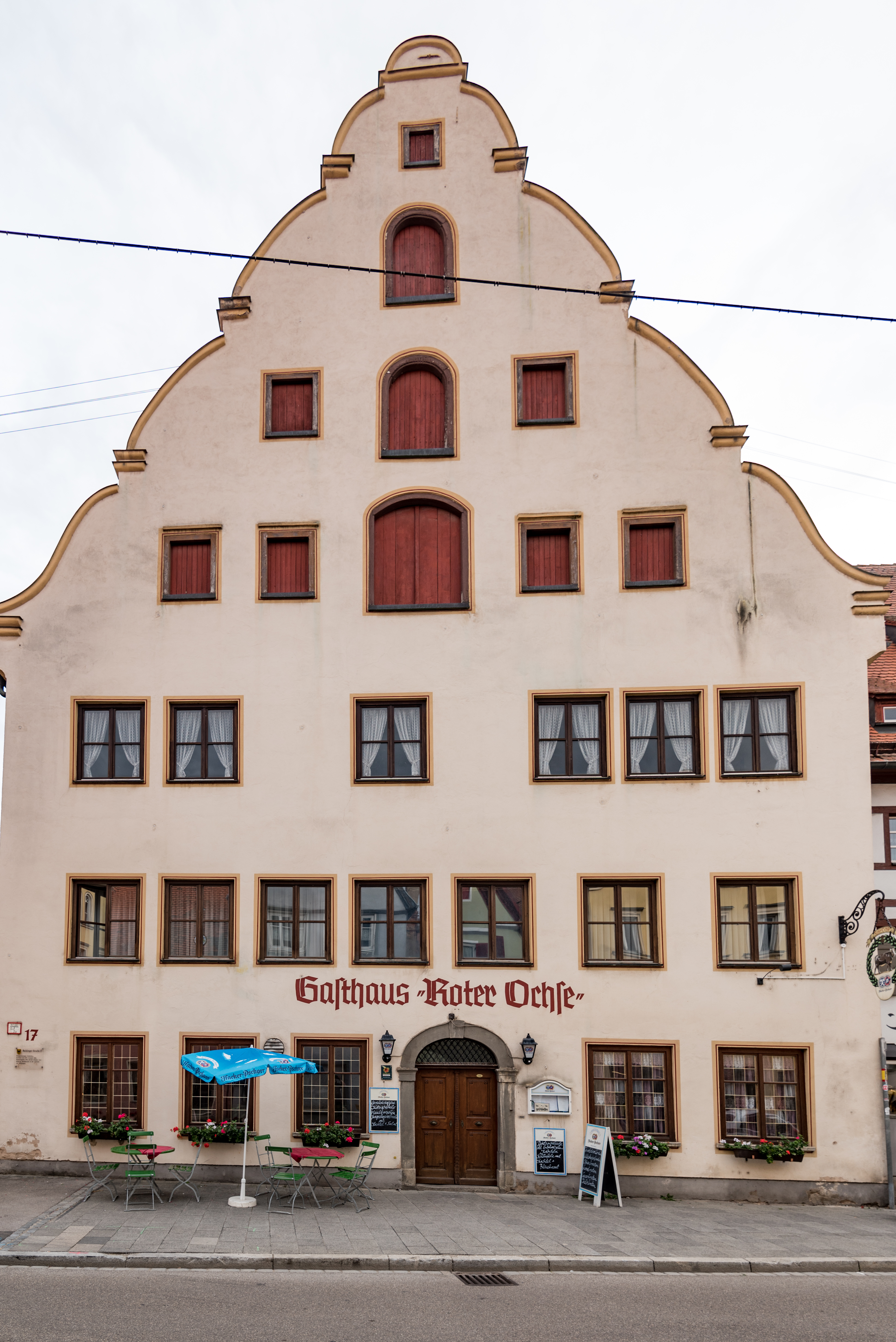
Gasthof Roter Ochse in Nördlingen (2018)

Der Gasthof Roter Ochse in Nördlingen, einer Stadt im schwäbischen Landkreis Donau-Ries in Bayern, wurde im Kern um 1273 errichtet und 1681 erneuert. Das Gasthaus an der Baldinger Straße 17 ist ein geschütztes Baudenkmal.
Der dreigeschossige Satteldachbau aus verputztem Quadermauerwerk hat einen Schweifgiebel aus dem Jahr 1746. Die nördliche Traufwand wurde wohl unter Einbeziehung von Resten der staufischen Stadtmauer aus der ersten Hälfte des 13. Jahrhunderts errichtet.
Das Anwesen birgt den ältesten sicher datierten Baubestand der Stadt. Bemerkenswert für das 13. Jahrhundert ist, dass es sich um einen Steinbau handelt. Der Umbau ist durch die Inschrift „1 H 6 HS 81“ über dem rundbogigen Kellerzugang dokumentiert. Die Teilunterkellerung ist mit Kreuzgratgewölben versehen. Die Doppeltür des rundbogigen Portals stammt aus der Zeit um 1800.
Die historischen Fachwerkwände und die Raumausstattungen mit kassettierten Holzdecken sowie die Türen mit geschnitzten Füllungen sind erhalten.